# Åtjärnen (Bollebygds socken, Västergötland)
Åtjärnen är en sjö i Bollebygds kommun i Västergötland och ingår i Rolfsåns huvudavrinningsområde. Sjön har en area på 0,0485 kvadratkilometer och ligger 169 meter över havet. Sjön avvattnas av vattendraget Gisselån.

## Delavrinningsområde
Åtjärnen ingår i det delavrinningsområde (640483-131598) som SMHI kallar för Inloppet i Gesebols sjö. Medelhöjden är 205 meter över havet och ytan är 14,99 kvadratkilometer. Det finns inga avrinningsområden uppströms utan avrinningsområdet är högsta punkten. Gisselån som avvattnar avrinningsområdet har biflödesordning 2, vilket innebär att vattnet flödar genom totalt 2 vattendrag innan det når havet efter 73 kilometer. Avrinningsområdet består mestadels av skog (59 %) och sankmarker (15 %). Avrinningsområdet har 2,33 kvadratkilometer vattenytor vilket ger det en sjöprocent på 8,8 %.